# Gozdnica (gromada)
Gozdnica – dawna gromada, czyli najmniejsza jednostka podziału terytorialnego Polskiej Rzeczypospolitej Ludowej w latach 1954–1972.
Gromady, z gromadzkimi radami narodowymi (GRN) jako organami władzy najniższego stopnia na wsi, funkcjonowały od reformy reorganizującej administrację wiejską przeprowadzonej jesienią 1954 do momentu ich zniesienia z dniem 1 stycznia 1973, tym samym wypierając organizację gminną w latach 1954–1972.
Gromadę Gozdnica z siedzibą GRN w Gozdnicy (wówczas wsi) utworzono – jako jedną z 8759 gromad na obszarze Polski – w powiecie żagańskim w woj. zielonogórskim na mocy uchwały nr V/29/54 WRN w Zielonej Górze z dnia 5 października 1954. W skład jednostki wszedł obszar dotychczasowej gromady Gozdnica ze zniesionej gminy Iłowa w tymże powiecie. Dla gromady ustalono 22 członków gromadzkiej rady narodowej.
Gromadę Gozdnica zniesiono 1 lipca 1955 w związku z nadaniem jej statusu osiedla (1 stycznia 1967 Gozdnica otrzymała status miasta).